# جب أنطاش تحتاني
جب أنطاش تحتاني قرية سوريّة تتبع إداريّاً لمحافظة حلب منطقة السفيرة ناحية الحاجب، بلغ تعداد سكانها (77) نسمة حسب التعداد السكاني لعام 2004.